# 松野大介
松野 大介（まつの だいすけ、1964年2月5日 - ）は、日本の小説家、随筆家、コラムニスト、元お笑いタレント。「ペン芸人」を自称する。窓口はアップフロントプロモーション（旧：アップフロントエージェンシー）。
神奈川県川崎市出身。現在、沖縄県在住。

## 来歴・人物
高校中退後、バンド活動をするが挫折。
お笑いタレントを目指し、渡辺プロダクション主催のオーディションを受験して合格。お笑い養成機関『BIG THURSDAY』（ビッグサースデー）に参加。そのお笑い養成機関に参加していた中山秀征と共にお笑いコンビABブラザーズとして芸能界デビュー。フジテレビ系『ライオンのいただきます』にアシスタントとしてレギュラー出演。ABブラザーズの知名度が上がる。その後もABブラザースとして活動を続けるも、マルチタレントとして頭角を現し始めた中山と、お笑いタレントとして地盤を固めたかったが、徐々に作家を志すようになっていた松野との間に次第に溝が生まれ、コンビでの活動が激減する。
とある賞レースネタ番組でABブラザーズが参戦するも、結果は芳しくなく、マネージャーから『負けを認めろ』と敗戦宣言を告げられ1992年頃に正式な表明はなく自然消滅に近い形で事実上解散。
1993年、渡辺プロから独立。1995年3月、『ジェラシー』にて文學界新人賞に応募、最終候補になる。選評会では山田詠美に絶賛された。同年、『野性時代』10月号に『コールタールみたいな海』が掲載され、小説家デビュー。純文学、ミステリー、恋愛エッセーと枠にとらわれない作家活動をする。また、コラムニストとしても活躍。2006年、官能小説家としてもデビュー。その際のペンネームはボンバーマツノ。
2024年現在沖縄に在住。県内のカルチャーセンターで小説の書き方講座の講師として活動していることが自身のXで書かれている。『日刊ゲンダイ』で芸人インタビューやコラムを執筆中。
執筆業を中心とした活動をしていることを『高田文夫のラジオビバリー昼ズ』（ニッポン放送）2018年8月27日放送分でも報告され、同番組にゲストとして出演していた元相方の中山が「本当に元気で何よりですね。」とコメントしている。なお、松野は2012年のインタビューで中山とは20年間は会っていないと語っていた。

## 作品

### 小説
- バスルーム（1996年1月、ベストセラーズ）
- サヤカ（1997年1月、マガジンハウス）
- ジェラシー（1997年11月、光進社）文学界新人賞最終候補作品
- 芸人失格（1998年6月、幻冬舎）1999年4月に再発
- 35歳（1999年2月、ビレッジセンター出版局）
- TVドラッグ（1999年3月、マガジンハウス）
- アイドル、冴木洋子の生涯（1999年5月、幻冬舎）
- 恋愛失格（2000年5月、幻冬舎）
- 顔のない女（2001年3月、辰巳出版）
- エンジェル・ダスト 天使が降ってきた夏 ※マツノダイスケ名義
- 路上ども（2003年2月、講談社）
- 天国からマグノリアの花を（2005年9月10日、講談社）
- マイホーム・ソング　ひばりちゃんとうたうかあちゃん（2008年1月、富士見書房）
- インフォデミック　コロナ情報氾濫（2022年6月15日、講談社）

### エッセイ
- ひとり暮らしボーイズの欲望（1995年5月、マガジンハウス）
- 愛してる、でも結婚はしない。（1998年12月、飛鳥新社）
- ゼロ・ジェネレーション（1999年9月、太陽企画出版）
- 知りたいカレのヒミツ55（2006年3月、富士見書房）
- 三谷幸喜　創作を語る（2013年11月、講談社／2024年8月、講談社文庫）- 聞き手・共著
- 芸人貧乏物語（2015年8月、講談社）[3]

### コラム
- 笑TVめった斬り（雑誌「笑芸人」連載）
- 日刊ゲンダイ連載

## 音楽
シングル『ゴマスリ行進曲』
- 作詞：青島幸男 / 作曲：萩原哲晶 / 編曲：清水一登
- 1987年、ALTY（現：バンダイ・ミュージックエンタテインメント）から発売。
- ハナ肇とクレージーキャッツの同名曲のカバー。『さんまのまんま』（関西テレビ）テーマ曲。

## ラジオ
- だいすけさんの部屋（2017年8月17日 - 2022年6月6日、エフエム那覇）